# Bordello of Blood
Bordello of Blood (El club de los vampiros en España, Burdel de sangre en Hispanoamérica) es una película de terror estadounidense que forma parte de la serie  Tales from the Crypt, producida en 1996 por Gilbert Adler. Fue protagonizada por Erika Eleniak, Dennis Miller y Angie Everhart como la perversa Lilith, además cuenta con la participación de la voz de John Kassir como el guardián de la cripta y William Sadler como "La momia", quién aparece en el segmento del guardián de la cripta.

## Argumento
Un grupo de exploradores encabezado por Vincent (Phil Fondacaro), buscan tesoros en Tierra del Fuego, Argentina. En su expedición dan con la tumba de Lilith (Angie Everhart, El último gran héroe) la reina de los vampiros. Vincent, quien posee partes del corazón de Lilith, lo rellena y hace que ésta vuelva a la vida. Despierta presa de un insaciable apetito y empieza a devorar los corazones de todos los exploradores, pero entonces Vincent le ofrece el último hombre que queda y le muestra la llave (que apareció en Demon Knight) a cambio de un trato entre ellos.

### Segmento del Guardián de la Cripta
El guardián de la Cripta se encuentra con "La momia" (Bill Sadler, Duro de matar 2). La Momia aburre al Guardián de la Cripta hablándole de su carrera y del éxito que ha tenido, pero cuando La Momia nota el disgusto del Guardián, le dice que la tumba es muy pequeña para ambos, así que empiezan a jugar piedra, papel o tijera para ver quién de los dos debe dejar el lugar. En la primera ronda la Momia saca piedra mientras que el Guardián saca tijeras: entonces la Momia le corta la mano y se disponen a realizar la segunda ronda del juego, posteriormente el Guardián introduce esta historia de una funeraria que por las noches se convierte en un prostíbulo de vampiros.

### Bordello of Blood
Katherine (Erika Eleniak, Guardianes de la bahía) es una joven dedicada por completo a su iglesia que vive con su hermano Caleb (Corey Feldman, Cuenta conmigo), quien por el contrario ama el peligro y prefiere estar muy lejos de Dios. Una noche, tras una discusión, Caleb decide irse a un bar con sus amigos. Estando allí conocen a un extraño que les habla de un burdel con el servicio más extravagante. Atraídos por esto, Caleb y un amigo deciden ir a conocer el famoso burdel. 
Cuando llegan al burdel les atiende McCutcheon, el funerario que luego entiende lo que ellos realmente quieren. Los mete en un ataúd y luego llegan hasta el lugar donde se encuentran todas las vampiras, quienes empiezan a atender a ambos chicos. Sin embargo cuando se encuentran prestando sus servicios, entra Lilith y se come el corazón de uno de los chicos, pero a Caleb sólo lo convierte en vampiro.
Más tarde, preocupada porque su hermano no regresa, Katherine decide contratar a un detective, Raffe Guttman (Dennis Miller, La red), quien empieza a analizar el caso desde una perspectiva bastante sarcástica. 
Cuando Vincent destruye la llave, Lilith adquiere la inmortalidad y, más poderosa que nunca, planea propagar la raza de vampiros por toda el planeta. Pero cuando finalmente Rafe y Katherine dan con el burdel, Katherine es secuestrada por los vampiros. Para salvar a Katherine, Rafe acude al reverendo J. C. Current (Chris Sarandon, Muñeco diabólico) quien conoce perfectamente el burdel, pues la iglesia recibía el dinero que se ganaba en el burdel, y le dice que para derrotar a Lilith, ahora que la llave ya está destruida, deben destrozar el corazón de Lilith nuevamente en cuatro partes. Mientras tanto toman dos pistolas de agua, con la peculiaridad de que están llenas de agua bendita, para acabar con los vampiros.
Cuando el reverendo y Rafe llegan al burdel empiezan a acabar con todas las vampiras. Rafe le dispara a Caleb y éste muere, mientras tanto el reverendo decide ir a salvar a Katherine. Sin embargo, al final resulta que la que está rescatando no es Katherine sino Lilith, y entonces ella lo mata. Posteriormente Rafe encuentra a la verdadera Katherine y van al lugar donde serían las grabaciones de un documental sobre la iglesia. Luego, Lilith llega allí cargada de ira y dispuesta a acabar con Rafe, pero entonces Katherine clava finalmente una estaca en el corazón de Lilith y la destruye.
Al final, Katherine y Rafe se van juntos al carro de él. Estando allí Rafe empieza a besarla y luego le pregunta que cuál perfume está usando, a lo que ella responde que no es perfume sino bloqueador solar. Seguidamente ella se levanta la falda y le muestra la marca de dos dientes en su muslo (en donde Lilith supuestamente la mordió), dando a entender que ella se había convertido en una vampira. Después le muerde el cuello y empieza a succionarle la sangre.

### Segmento final del Guardián de la Cripta
Al final se muestra al Guardián de la Cripta, quien ha ganado el juego, mientras hace su sarcástica reflexión sobre la historia. Luego habla la Momia, de la que solo queda la cabeza, insistiendo que jueguen otra ronda, pero el Guardián le sugiere que los juegos de azar no son lo suyo y la película termina.

## Reparto
| Actor              | Personaje                | Nota                 |
| ------------------ | ------------------------ | -------------------- |
| Dennis Miller      | Raffe Guttman            |                      |
| Erika Eleniak      | Katherine Verdoux        |                      |
| Angie Everhart     | Lillith                  |                      |
| Chris Sarandon     | Reverendo "J.C." Current |                      |
| Corey Feldman      | Caleb Verdoux            |                      |
| Aubrey Morris      | McCutcheon               |                      |
| Phil Fondacaro     | Vincent Prather          |                      |
| Juliet Reagh       | Tallulah                 |                      |
| Eli Gabay          | Miguel                   |                      |
| Matt Hill          | Reggie                   |                      |
| Erik Keenleyside   | Noonan                   |                      |
| Robert Munic       | Zeke                     |                      |
| Kiara Hunter       | Tamara                   |                      |
| Leslie Ann Philips | Patrice                  |                      |
| John Kassir        | Guardián de la Cripta    | Voz. Cameo           |
| William Sadler     | La momia                 | Cameo                |
| Whoopi Goldberg    | Paciente de un hospital  | Cameo. No acreditada |

## Recepción
La película fue un fracaso crítico y comercial. Por un lado, en el sitio web Rotten Tomatoes recibió un 15% de aprobación. El consenso crítico argumentó que no era tan divertida como hubiera debido ser, y que además los diálogos de Dennis Miller parecían sobrantes desechados de su propio show de televisión.
Por otra parte, la película también fue un fracaso en el box office. La recaudación ascendió a la parca suma de $5,587,855, escasa incluso en comparación con lo recaudado por su predecesora Caballero del diablo, además también fue demasiado escasa tomando en cuenta que fue exhibida en 1,694 cines.
El fracaso de la película trajo consecuencias negativas. Cuando Universal Pictures realizó la primera película, se planeaba que se llegarían a hacer dos secuelas. Pero el fracaso de esta hizo que Universal ya no quisiera realizar la tercera entrega, y es por ello que Ritual, la tercera película que no se estrenó hasta el año 2001, fue producida por RKO Pictures y distribuida por Dimension Films.